# Real Club Náutico de Tenerife
El Real Club Náutico de Tenerife és un club esportiu de la ciutat de Santa Cruz de Tenerife (Illes Canàries). Té seccions de vela, tennis, pilota basca, natació i basquetbol.
Va ser fundat el 26 de desembre de 1902 amb el nom Club Tinerfeño. El 23 d'abril de 1906 el rei Alfons XIII concedí al club el títol de "Reial" i es convertí en Real Club Tinerfeño. Destacà especialment la secció de basquetbol, que jugà onze temporades a la primera divisió espanyola. Juntament amb el Real Club Náutico de Gran Canaria, és el principal club nàutic de les Illes Canàries.

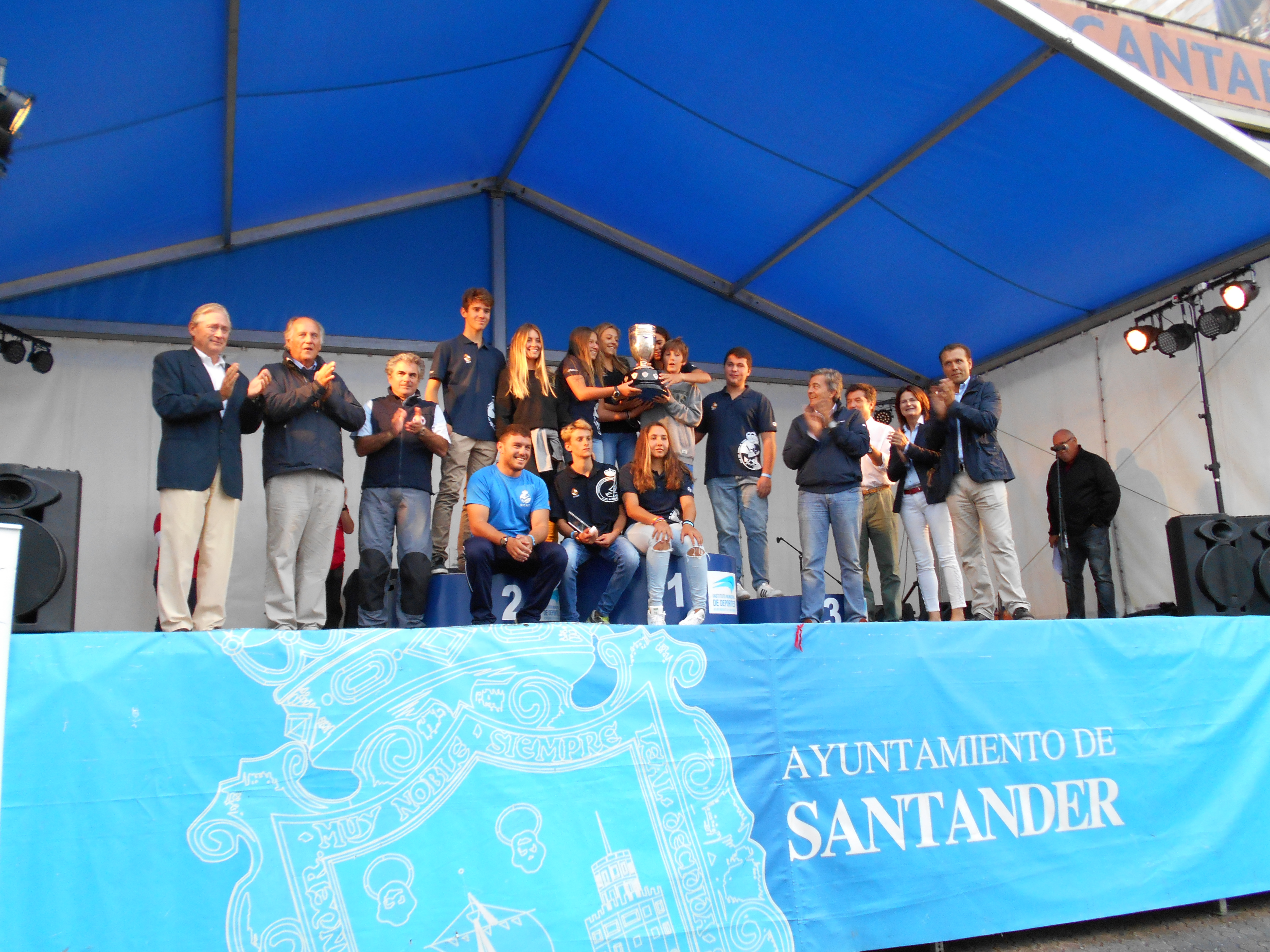
Entrega de trofeus de l'Asoociació Espanyola de Clubs Nàutics el 2015.